# Carol Minhoto
Carolina Minhoto Yazbek (São Bernardo do Campo, 30 de outubro de 1982) é uma apresentadora brasileira. Em 2006 foi contratada pela TV Gazeta, no qual começou no BestShop TV e, desde 2010, apresenta o programa Você Bonita.

## Carreira
Em 2004, durante seu período universitário na Fundação Armando Álvares Penteado, apresentou o programas Acesso Musical na Rádio FAAP, passando logo depois para o Manhã FAAP e o A Moda da Casa. Em 2006 assinou com a TV Gazeta e começou a apresentar o programa de vendas BestShop TV ao lado de Viviane Romanelli e Cláudia Pacheco, no qual ficou por quatro anos. Em 2010 passou a comandar o programa de variedades e qualidade de vida Você Bonita, o qual começou com apenas meia-hora e passou a ser exibido com duas horas de duração a partir de 2012.

## Vida pessoal
Estudou no Colégio São Luis, em São Paulo, se formando em 2000. Em 2001, prestou vestibular para Jornalismo e Rádio e TV na Fundação Armando Álvares Penteado (FAAP), passando nas provas de ambas, mas escolhendo o segundo curso, no qual veio a se formar em 2005. Logo após se pós-graduou em jornalismo pela Faculdade Cásper Líbero. Em 2008 se casou com o empresário Oswaldo Yazbek Júnior, com quem namorava desde 2001. Em 2013 deu à luz seu primeiro filho, João Paulo Yazbeck Minhoto. Além disso, a apresentadora é ligada ao universo fitness, praticando exercícios funcionais.

## Filmografia
| Ano           | Título      | Cargo         |
| ------------- | ----------- | ------------- |
| 2006–10       | BestShop TV | Apresentadora |
| 2010–presente | Você Bonita | Apresentadora |

## Rádio
| Ano     | Título         | Cargo         | Notas      |
| ------- | -------------- | ------------- | ---------- |
| 2004    | Acesso Musical | Apresentadora | Rádio FAAP |
| 2004–05 | Manhã FAAP     | Apresentadora | Rádio FAAP |
| 2004–05 | A Moda da Casa | Apresentadora | Rádio FAAP |